# Katherine Zimmerman
Katherine Anne Zimmerman, född 18 oktober 1968 i Italien, är en svensk journalist. Hon har arbetat på Sveriges Radio sedan 1995 och har varit programledare på P1-morgon sedan 2012. Hon vikarierade som programledare i Morgonpasset i P3 mellan januari 2020 och september 2021. Efter detta började hon som programledare för Studio Ett i P1.
Zimmerman programleder sedan januari 2022 även Druid & Zimmerman Show tillsammans med David Druid. Efter att Nordegren & Epstein i P1 meddelade att de lägger ner sitt program, tog Zimmerman över platsen med sitt program Talkshow i P1 från 30 januari 2023.